# Магальянес, Федерико
Федерико Магальянес (исп. Gerardo Federico Magallanes González; род. 22 августа 1976 в Монтевидео) — уругвайский футболист, нападающий, участник чемпионата мира 2002 года.

## Карьера
Магальянес был одним из самых талантливых уругвайских игроков 1990-х годов, входя в когорту таких выдающихся футболистов, как Альваро Рекоба, Марсело Салайета, Алехандро Лембо. Он начал карьеру в «Пеньяроле» в 1994 году, где выиграл подряд 3 чемпионата Уругвая. Затем был продан в «Аталанту», а после двух сезонов в Италии был приобретён мадридским «Реалом». Однако в Мадриде он не сыграл ни одного матча и вскоре присоединился к «Расингу» из Сантандера.
В 2000 году Магальянес выступал в «Дефенсоре», где в 32 матчах чемпионата отличился 21 раз. По итогам 2000 года был признан лучшим игроком Уругвая. После этого возвратился в Италию, где получил паспорт гражданина этой страны.
Последние годы в Италии, а также возвращение в Испанию были неудачными для игрока с точки зрения клубных результатов — 4 раза в 2000-е годы команды, в которых выступал Магальянес, вылетали в низшие дивизионы. Из-за плохого психологического состояния, связанного с клубными неудачами, Магальянес в 2007 году принял решение о завершении карьеры. Спустя год он ещё раз попытал счастья, подписав контракт с испанской «Меридой». С момента окончания сезона 2008/09 Магальянес больше нигде не играл.
В 2002 году принял участие в чемпионате мира, однако уругвайцы не смогли выйти из группы. Кроме этого, с национальной сборной Федерико дошёл до финала Кубка Америки 1999 года. Всего с 1999 по 2003 год Магальянес провёл 26 матчей за «Селесте», в которых отличился 6-ю забитыми мячами.

## Достижения
- Чемпион Уругвая (3): 1994, 1995, 1996
- Футболист года в Уругвае: 2000
- Вице-чемпион Кубка Америки: 1999